# Krystyna Piaseczna
Krystyna Stanisława Piaseczna-Lipińska est une journaliste de télévision, réalisatrice, auteure d'émissions de télévision et de films documentaires polonaise née le 2 janvier 1947 à Łódź.

## Biographie
Krystyna Piaseczna est née le 2 janvier 1947 à Łódź, dans la voïvodie de Łódź, en Pologne.
Au début des années 1970, elle est membre de l'organisation anticommuniste clandestine Ruch (pl).
Elle diplômée en philologie polonaise de l'université de Łódź.
De 1969 à 1980, elle est directrice et gérante du théâtre satirique étudiant Pstrąg (pl).
Plus tard, elle travaille comme chargée de cours de polonais pour étrangers à l'Université de Łódź, ainsi que comme assistante principale au département des connaissances théâtrales et cinématographiques et comme plénipotentiaire du recteur pour la culture étudiante à l'université de Łódź.
Elle rejoint le Parti ouvrier unifié polonais dans la seconde moitié des années 1970.
En octobre 1979, avec notamment Ryszard Filipski, Ryszard Gontarz et Bohdan Poręba, elle signe une lettre au secrétariat du comité central du Parti ouvrier unifié polonais intitulée Une voix dans la discussion avant le VIIIe congrès du Parti ouvrier unifié polonais (en polonais : Głos w dyskusji przed VIII Zjazdem Polskiej Zjednoczonej Partii Robotniczej). Les signataires ont critiqué, depuis la position du communisme dogmatique, entre autres, la popularisation des pièces de théâtre de Witold Gombrowicz et de Slawomir Mrożek, les films d'Andrzej Wajda, d'Agnieszka Holland ou d'Edward Żebrowski comme étant antisoviétiques et se moquant du socialisme. L'une des revendications était la création de clubs d'intellectuels marxistes créatifs affiliés aux comités provinciaux du PZPR.
En 1987, elle est engagée par le Comité de la radio et de la télévision (pl) de la République populaire de Pologne. Depuis lors, elle est associée à TVP Łódź, d'abord à la tête du département de la publicité, puis en devenant journaliste en 1990.

## Récompenses et distinctions
- Odznaka „Zasłużony Działacz Kultury” (pl)
- Croix d'or du Mérite
- Médaille du patron des artistes visuels de Łódź (2019)[4]
- Prix du maire de Łódź (2021)[3]
- Prix du ministre de la Culture
- Prix du recteur de l'université de Łódź
- Prix du président de la télévision polonaise
- Prix de la Commission centrale de la Société pour la culture théâtrale